# Марянка (гміна Стшельце)
Марянка (пол. Marianka) — село в Польщі, у гміні Стшельці Кутновського повіту Лодзинського воєводства.
У 1975-1998 роках село належало до Плоцького воєводства.